# Zülpich
Zülpich település Németországban, azon belül Észak-Rajna-Vesztfália tartományban. Lakosainak száma 21 375 fő (2023. december 31.). Zülpich Vettweiß, Nideggen, Heimbach, Mechernich, Euskirchen, Weilerswist és Erftstadt községekkel határos.

## Népesség
A település népességének változása:
| Lakosok száma | 16 171 | 20 001 | 20 174 | 20 174 | 20 597 | 21 025 | 21 375 |
|               | 1975   | 2017   | 2018   | 2019   | 2021   | 2022   | 2023   |